# Дурдин, Иван Андреевич
Иван Андреевич Дурдин (1865—1908) — представитель купеческой династии Дурдиных — старший сын Андрея Ивановича, директор-распорядитель пиво-медоваренного завода «Новая Бавария», купец 1-й гильдии, наследственный почётный гражданин, коммерции советник, благотворитель.

## Биография
Окончил курс наук в Первом реальном училище. После смерти отца унаследовал часть паёв и в 1889 году был избран, вместо отца одним из директоров правления «Товарищества пиво- и медоваренного завода Ивана Дурдина». В 1894 году Иван Андреевич вышел из семейного дела, что послужило причиной осложнения как личных, так и деловых отношений с братьями.
Сблизившись с Г. Г. Елисеевым (мужем своей сестры Марии), покупает в долях с Елисеевым пиво-медоваренный завод «Новая Бавария» (1894). Завод выпускал пиво разных сортов, квас, минеральные воды, шипучие лимонады, а также портер, уксус, дрожжи, муку, корма для скота. Завод вступает в конкуренцию с Товариществом «Иван Дурдин». Это противостояние вылилось в своего рода «состязания реклам» в столичных газетах: в конце 1890-х годов, буквально на следующий день после рекламы пива товарищества «Иванъ Дурдинъ», появилась реклама продукции акционерного общества «Новая Бавария». Большую помощь в развитии бизнеса оказывал Григорий Григорьевич Елисеев, владелец торгового товарищества «Братья Елисеевы», который помогал пиво-медоваренному заводу реализовывать продукцию в своих фирменных гастрономах в Москве и Санкт-Петербурге.
В 1896 году в Нижнем Новгороде «Новая Бавария» получила право на изображение государственного герба — высшая награда для российского производителя. Через год на выставке в Стокгольме продукция завода удостоена Большой золотой медали. А в 1900 году на Всемирной выставке в Париже, где российскую пивомедоваренную продукцию представляло четыре завода, причем от Санкт-Петербурга только «Новая Бавария» была удостоена этой чести, ещё одна победа — и снова золотая медаль.
За крупное пожертвование на нужды благотворительности Иван Андреевич стал кавалером ордена Св. Анны III степени (1895), награждён званием коммерции советника (1897).
И. А. Дурдин высочайше утверждён в звании почётного члена Дома призрения и ремесленного образования бедных детей в Санкт-Петербурге с обязательством ежегодных взносов в пользу учреждений, подведомственных Дому призрения. Избран в гласные Городской думы (1903).
Порвав деловые отношения с семейным делом, он переселился на Выборгскую сторону, поближе к заводу «Новой Баварии», построив себе особняк на Полюстровской набережной. Ему принадлежал также деревянный дом с мезонином в Царском Селе.
Скончался в Лозанне, куда отправился на лечение, и похоронен на Митрофаниевском кладбище.
В 1910 году Иван Андреевич женился на Елене Алексеевне Рузановой (1865—после 1917), дочери потомственного почётного гражданина, купца 1-й гильдии Алексея Михайловича Рузанова, который торговал парфюмерными, косметическими и аптекарскими товарами в собственной лавке в Гостинном дворе. Впоследствии его сыновья Геннадий и Александр основали Торговый дом «А. М. Рузанов». 
После смерти мужа (1908) на руках вдовы осталось семеро детей, старшему из которых исполнилось 22 года. Она с незамужними дочерьми жила сначала на Лиговском проспекте, а накануне революции 1917 года — в собственном доме на Греческом проспекте. 
После революции старший из сыновей И.А.Дурдина — Андрей Иванович (1887—1943, Бельгия) эмигрировал; был женат (с 1910) на Софье Ильиничне Идельсон, сестре Н.И.Идельсона. Его сестра — Ксения Ивановна Дурдина (1898—1956, Ленинград) вышла замуж за Н.Г.Кузнецова; их сын — Олег Николаевич Кузнецов, специалист в области психиатрии, один из основателей авиационной и космической психологии. Глеб Иванович Дурдин (1901—после 1934) также остался в Советской России, работал бухгалтером, жил в Ленинграде.  Судьбы других детей И.А.Дурдина точно неизвестны.

### Пиво-медоваренный завод «Новая Бавария»
Завод был основан в 1876 году и существовал до 1886 года под названием «Славянского», в 1886 году новые владельцы акций переименовали его в «Новую Баварию». С конца 1894 года завод был расширен вдвое, введено электрическое освещение, установлены фильтры для очистки воды, ледники на 200 тыс. вёдер пива и построены два корпуса общежитий на 200 человек. К концу 1895 года объём продукции завода достиг 870 тыс. вёдер. В 1895 году потребовалось открытие оптовых складов во многих городах: Москве, Нижнем Новгороде, Великом Новгороде, Петергофе, Павловске, Гатчине, Шлиссельбурге, Луге. Открылся большой спрос на Дальнем Востоке, в связи с чем отправлялись огромные транспорты во Владивосток, Петровск, Хабаровск, Котиковые промыслы и пр. В 1896 году объём ежегодно выпускаемой заводом продукции превысил 1 миллион вёдер. Производство было полностью автоматизировано. В отношении чистоты и аккуратности работы завод был доведён до совершенства. Территория завода, окружённая садами и имевшая выход к огромному водному пространству, занимала площадь 12 гектаров. Расположение завода позволяла обеспечить экологическую чистоту продукта. Некоторые помещения завода были отделаны с роскошью. Так, например, помещение главной машины с рисунчатым деревянным потолком и грандиозные колонны здания солодовни из цельных кусков гранита.
На Всероссийской выставке в Нижнем Новгороде 1896 года завод был награждён правом изображения Государственного герба и называться поставщиком Императорского двора.
В 1893 году завод перешёл под контроль банкирского дома Гинзбурга. Иван Андреевич Дурдин стал директором-распорядителем завода.